# Sumber Kembar
Sumber Kembar is een bestuurslaag in het regentschap Blitar van de provincie Oost-Java, Indonesië. Sumber Kembar telt 3952 inwoners (volkstelling 2010).